# 1048. grenadirski polk (Wehrmacht)
1048. grenadirski polk (izvirno nemško 1048. Grenadier-Regiment; kratica 1048. GR) je bil pehotni polk Heera v času druge svetovne vojne.

## Zgodovina
Polk je bil ustanovljen 26. junija 1944 kot del 237. pehotne divizije.